# کابرا (اسپانیا)
کابرا (به اسپانیایی: Cabra) یک دهستان در اسپانیا است که در استان کوردوبا (اسپانیا) واقع شده‌است. کابرا ۲۲۸٫۰۷ کیلومتر مربع مساحت دارد ۴۵۲ متر بالاتر از سطح دریا واقع شده‌است.

## خواهرخوانده
شهرهای لینارس، Galiano Island و سانتا کلما د گرامنت خواهرخوانده‌های کابرا (اسپانیا) هستند.